# Dr. Hillers

Werbeplakat von Dr. Hillers (1927)

Die Dr. Hillers AG (zuvor Dr. Hillers GmbH) war ein Unternehmen zur Herstellung von Süßwaren in Solingen-Gräfrath, das von 1885 bis 1974 bestand. Das vom Unternehmen produzierte Dr. Hillers Pfefferminz gilt als älteste deutsche Pfefferminzbonbon-Marke. Der Hillers-Produktionsstandort am Obenflachsberg in Gräfrath wird heute vom Unternehmen Haribo genutzt.

## Von den Anfängen bis in die 1920er Jahre
1885 wurde das Unternehmen unter der Firma Dampf-Chocoladen- & Zuckerwarenfabrik Gebr. Hillers von den Brüdern Albert Hillers (* 1860) und Johann Wilhelm Hillers (* 1858) in Gräfrath gegründet. Konditormeister Albert Hillers war zuständig für die Produktion von Bonbons und Schokolade, der gelernte Kaufmann Johann Wilhelm Hillers für den Vertrieb. Ab 1913 wurden sie dabei von ihren Söhnen Willy und Dietrich unterstützt. Im Ersten Weltkrieg produzierte das Unternehmen Dörrgemüse für Soldaten.
1922 gründeten die Cousins Willy und Dietrich Hillers die Dr. Hillers AG als Tochtergesellschaft, für die Willy Hillers seinen Doktortitel in Betriebswirtschaftslehre von der Universität zu Köln hergab. Das neue Unternehmen vertrieb den Markenartikel Dr. Hillers Pfefferminz.

„Das Bonbon mit Pfefferminzgeschmack, das als ‚Süßigkeit‘ gekauft und verzehrt wurde, wurde durch veränderte Konsistenz, neuartige Tablettenform, Art der Verpackung und die Markenbezeichnung ‚Dr. Hillers Pfefferminz‘ nun zu einem Produkt mit weiteren nützlichen Eigenschaften: Es förderte die Gesundheit, beseitigte Mundgeruch, erfrischte nachhaltig, erhöhte den Rauchgenuß und bekam damit einen völlig neuen […] Produktcharakter.“

Der Werbung zufolge waren Dr. Hillers Pfefferminz also nicht nur schlichte Bonbons, sondern wiesen medizinisch-therapeutische Eigenschaften auf, wobei der Doktortitel von Willy Hillers in Betriebswirtschaft den fälschlichen Eindruck erweckte, ein Arzt oder Apotheker habe die Bonbons entwickelt. Markenzeichen war ein Schwert-Löwe auf rotem Grund, kreiert vom damaligen Leiter der Solinger Fachschule für Metallgestaltung, Prof. Paul Woenne.:32
Die Zeitung Bergische Arbeiterstimme beklagte Ende der 1920er Jahre wiederholt die „skandalösen Verhältnisse“ für die Mitarbeiter bei Hillers, die mitunter bis zu 18 Stunden täglich sowie auch an den Wochenende arbeiten mussten, oftmals nur als Aushilfe eingestellt waren sowie nach „Gunst und Gabe“ bezahlt wurden.:32 Zudem würden die Arbeiter, in der Mehrzahl Frauen, die Stanniolverpackungen für die Süßwaren anlecken, um sie zu verschließen, was „außerordentlich ungesund“ sei, nicht nur für die Arbeiterinnen selbst, sondern auch für die Kunden, da die Frauen bei ihrer Einstellung nicht auf Krankheiten untersucht würden,:33 und die Plumpsklos auf dem Gelände so selten geleert, dass sich die weiblichen Mitarbeiter genierten, diese zu benutzen, und der Geruch bis in die Nachbarschaft ziehe. 1928 wurde bei Hillers die Akkordarbeit eingeführt, was die Bergische Arbeiterstimme zu dem Vorschlag brachte, dass sich der Betriebsleiter „eine Peitsche oder eine Knute“ wie im zaristischen Russland anschaffen möge.
Schon zu Beginn der 1920er Jahre versuchte Willy Hillers, ein Vorreiter in Sachen Werbung und Mitbegründer der Nürnberger Gesellschaft für Konsumforschung (GfK), mit Erfolg, ausländische Käuferschichten zu erreichen. 1931 wurde ein großer Teil der Umsätze im Exportgeschäft mit den Vereinigten Staaten erzielt. Im selben Jahr wurde ein ehemaliger Kommilitone von Willy Hillers, Carl Hundhausen, als Verkaufsdirektor eingestellt, der unter anderem für das Unternehmen ein Corporate Design schuf und Werbekolonnen losschickte, die dafür sorgten, dass die Einzelhändler die Pfefferminz-Rollen verkaufsstrategisch günstig im Laden positionierten.

## Das Unternehmen in der Zeit des Nationalsozialismus
Ab 1935 erschien die Unternehmenszeitschrift Der Schwert-Löwe mit dem Ziel, der Belegschaft ein Gefühl der Zusammengehörigkeit zu vermitteln. Die NS-Ideologie sollte dabei als zusätzliches Bindeglied zwischen Belegschaft und Management fungieren. Während der Zeit des Nationalsozialismus wurde in den Hillers-Laboratorien an der Vitaminisierung von Bonbons gearbeitet, die als Konkurrenzprodukt zu Vivil unter dem Namen C 30 von der Wehrmacht abgenommen wurden. Hundhausen, der nach den Reichstagswahlen vom 5. März 1933 der NSDAP beigetreten war, diente sich zu Werbezwecken dem NS-Regime an.

„Als Adolf Hitler einmal in der Nähe von Solingen bei einer Rede heiser geworden ist, schickt Hundhausen ihm anschließend eine Kiste Dr. Hillers Pfefferminz mit einem von der Belegschaft unterschriebenen Begleitbrief. Hitler bedankt sich in einem persönlichen Schreiben bei der Arbeiterschaft. Diese beiden Briefe läßt Hundhausen dann in großer Zahl vervielfältigen, legt sie in Ledermappen ein und verschickt sie an alle Handelsvertreter, allerdings begleitet von der expliziten Anweisung, diese Hitler-Korrespondenz nicht zu Werbezwecken einzusetzen. Diese propagandistische Wirkung wird gerade dadurch erreicht: Der Führer und wir von Dr. Hillers!“

1939 hatte das Unternehmen 600 Mitarbeiter, und im Juni desselben Jahres organisierte es einen „Gefolgschaftsausflug der ‚Hillers-Familie‘ zum Rhein“.

„‚Mit klingendem Spiel‘ einer Standartenkapelle der SA ging es zum Gräfrather Bahnhof, wobei es sich Seniorchef Johann Wilhelm Hillers nicht nehmen ließ, die Parade der ‚Gefolgschaft‘ mit dem ‚deutschen Gruß‘ abzunehmen.“

Während der Fahrt erklärte Willy Hillers:

„Ein großer Teil des Aufschwunges unserer Firma ist erst in den letzten Jahren zu verzeichnen. Wir haben vor 1933 einen solchen Betriebsausflug nicht machen können, eine solche Feier, bei der wir alle miteinander feiern, nicht begehen können. Auf den ersten Arbeiter des Reiches, auf Adolf Hitler, haben wir unsere Gedanken einzustellen.“

Im Juni 1940 verschickte das Unternehmen Päckchen mit Hillers-Produkten an rund 700 Soldaten, die aus Solingen-Gräfrath stammten, denen ein im bergischen Dialekt verfasster Brief beilag sowie eine an die Hillers-Werke adressierte Antwortkarte. In dem Begleitschreiben erklärten Willy und Dietrich Hillers im Namen der „Hillers-Leute“, dass sie sich bei den „lieben Gräfrather Jungen“ bedanken wollten für das, was diese „draußen im Feld“ für sie geleistet hätten.

„Uns ist der Verstand stehen geblieben, wie Ihr mit den Holländern, Belgiern und Franzosen zu Werk gegangen seid. […] Wir konnten gar nicht so schnell auf der Karte streichen, wie Ihr das ganze Pack gejagt habt. […] Die Franzosen, die noch vor wenigen Wochen eine Schnauze so groß wie ein Scheunentor hatten, habt Ihr zurecht gestaucht, daß sie schnell den Schwanz zwischen die Beine nahmen und Feierabend machten. Jetzt komme noch der ‚verdammte Tommy‘ dran, ‚der verfluchte Drecksack‘.“

## Nach dem Zweiten Weltkrieg

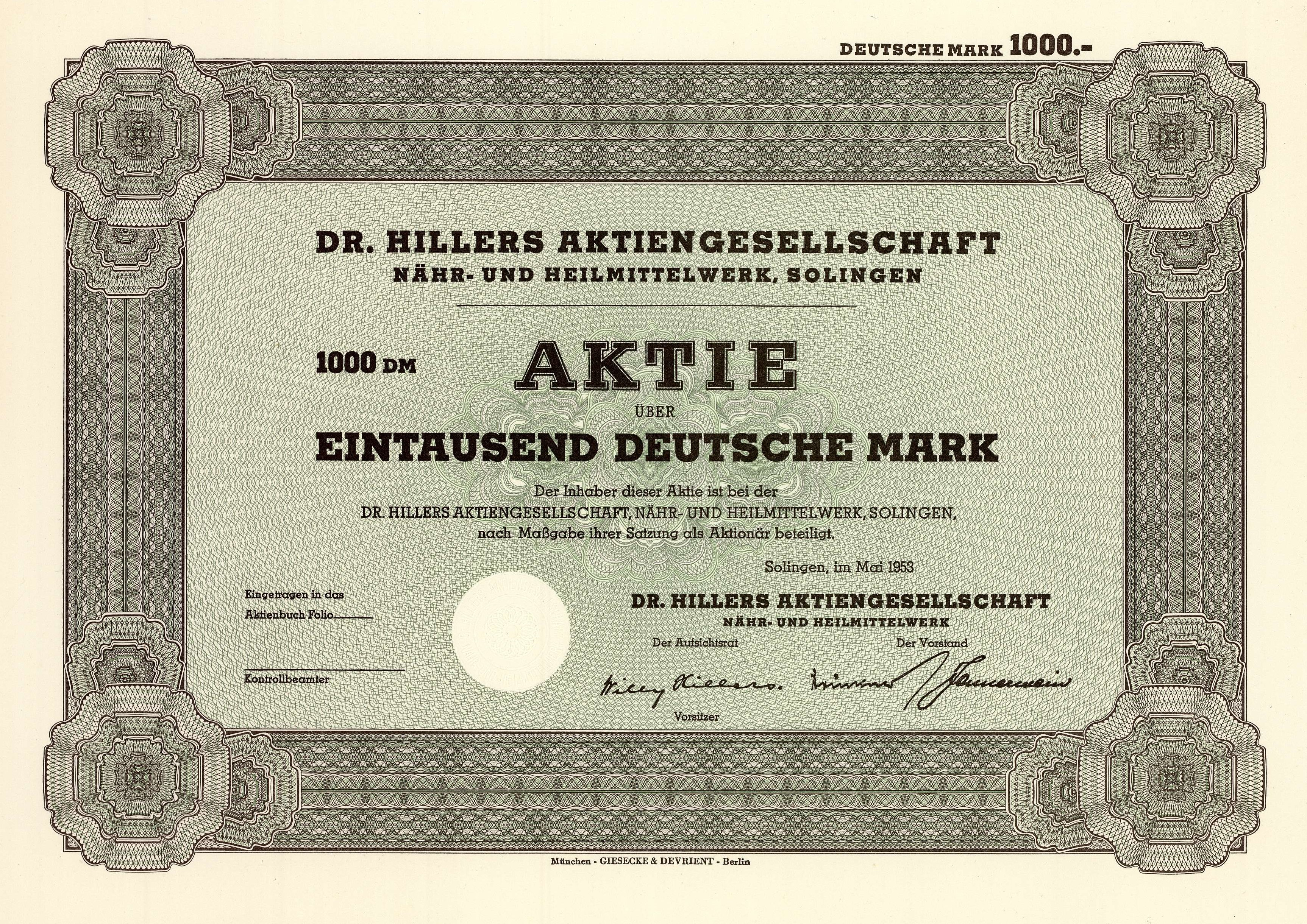
Aktie über 1000 DM der Dr. Hillers AG vom Mai 1953

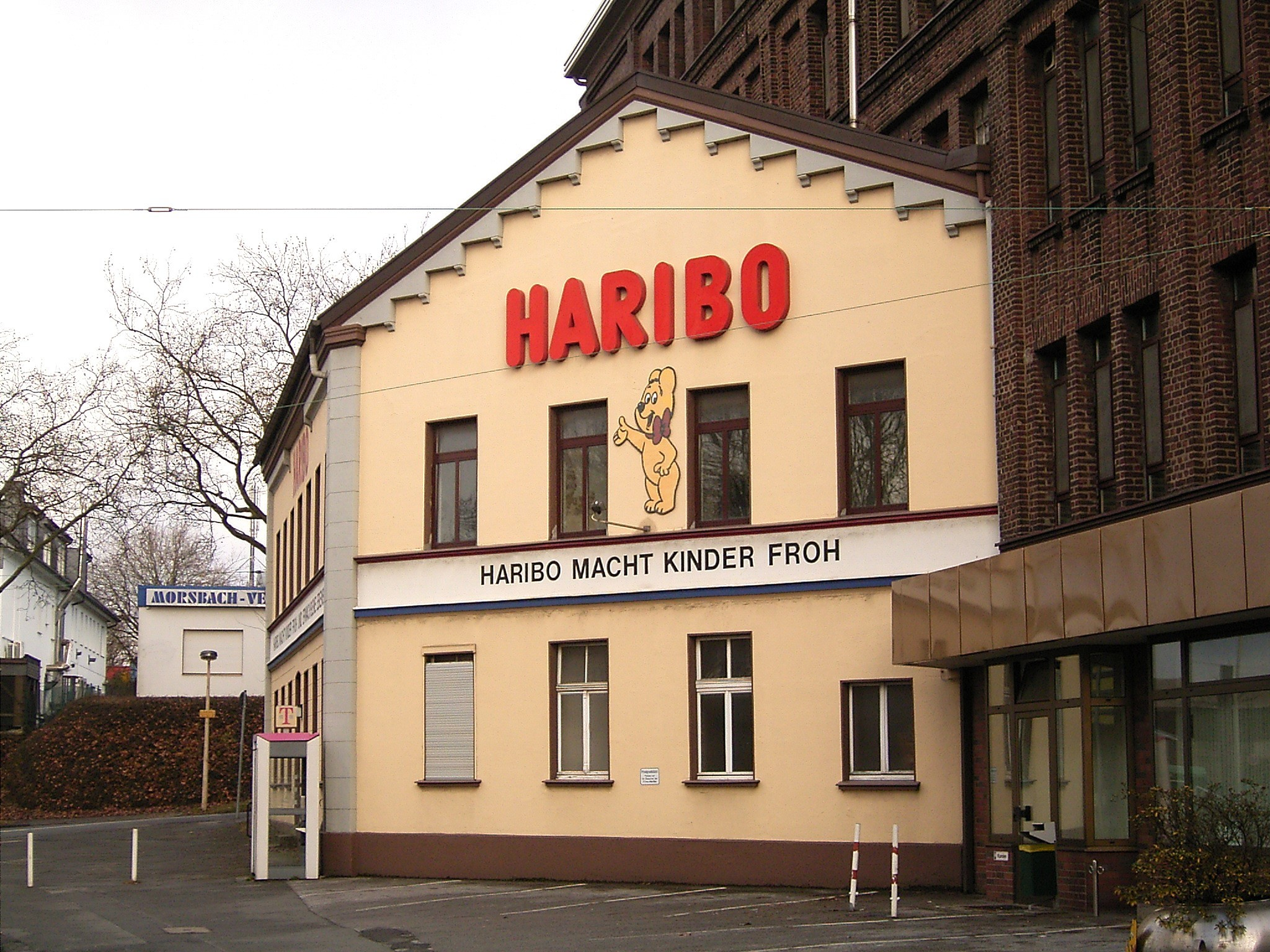
Das ehemalige Werksgebäude von Hillers in Solingen, heute eine Produktionsstätte von Haribo

Trotz ihrer eindeutigen Positionierungen überstanden Dietrich und Willy Hillers nach dem Krieg die Entnazifizierungsverfahren unbeschadet; Hundhausen war schon 1944 zu Krupp-Widia gewechselt. 1949 führte das Unternehmen Hillers einen weiteren Betriebsausflug durch, der bis ins Detail der „Rheinfahrt“ von 1939 nachempfunden war, was in der kommunistischen Presse für Empörung sorgte, während die bürgerliche Presse wohlwollend berichtete. Der DGB-Ortsausschuss forderte – erfolglos – die Einsetzung eines Treuhänders für die Hillers-Werke.
1951 wurde auf Anregung von Willy Hillers in Solingen-Gräfrath die Zentralfachschule der Deutschen Süßwarenwirtschaft eröffnet, bis heute das weltweit renommierteste Aus- und Weiterbildungsinstitut für die Süßwarenindustrie.
Nach dem Krieg wuchs die Angebotspalette auf 150 Artikel an, von denen die Pfefferminz-Bonbons und die Fruchtgummi-Drops die größte Abnahme fanden. In den folgenden Jahren entstand eine vollautomatische Bonbon-Fertigungsstraße. 1960, im 75. Jahr seines Bestehens, hatte das Unternehmen 450 Mitarbeiter und produzierte jährlich 150 Millionen Rollen mit Pfefferminz-Bonbons. Durch große Investitionen geriet es jedoch in eine finanzielle Schieflage. Im Sommer 1974 war die Hillers AG, deren Hauptaktionär, Hans Riegel von Haribo, zugleich der härteste Konkurrent geworden war, nicht mehr in der Lage, ihre Mitarbeiter zu bezahlen; sie hatte fünf Millionen DM Schulden und musste Insolvenz anmelden.
Das Unternehmen Haribo übernahm den Standort. Heute ist Solingen mit rund 850 Mitarbeitern der größte von 15 Produktionsstandorten des Konzerns weltweit und auch der modernste.
Die Marke Dr. Hillers ist seit 1997 im Besitz der Katjes Fassin GmbH.